# Robert Shirley (7e comte Ferrers)
Robert Shirley, 7e comte Ferrers (21 septembre 1756-2 mai 1827), titré vicomte Tamworth de 1778 à 1787, est un noble britannique.

## Biographie
Fils aîné de Robert Shirley, il devient Vicomte après que son père ait succédé à son frère comme comte en 1778. Le 4 juillet 1781, Ferrers et Tamworth sont tous deux nommés lieutenants adjoints pour le Derbyshire. Il succède à son père en 1787.
Il est nommé Fellow de la Society of Antiquaries of London en 1788 et s'intéresse beaucoup à la généalogie.
Il épouse Elizabeth Prentiss (décédée le 14 septembre 1799) le 13 mars 1778 à St Leonard's, Shoreditch. Ils ont un fils:
- Robert Sewallis Shirley, vicomte Tamworth (9 novembre 1778 - 6 juin 1824), marié le 5 août 1800 à Sophia Caroline Curzon, fille de Nathaniel Curzon (2e baron Scarsdale), sans descendance légitime. Il laisse une fille naturelle, Caroline (1818–1897). Il achète une commission en tant que cornette et sous-lieutenant dans le 2e régiment de Life Guards le 6 octobre 1798, est promu dans le Grenadier Guards en tant que lieutenant le 4 novembre 1800 et prend sa retraite de l'armée en janvier 1802. Il est nommé commandant du Derby Regiment of Volunteer Infantry (milice) le 26 avril 1804.

Il épouse sa deuxième épouse, Elizabeth Mundy (décédée le 22 février 1827), fille de Wrightson Mundy, le 28 septembre 1799, et n'ont pas d'enfants. Comme son fils est mort avant lui, son frère Washington Shirley (8e comte Ferrers) lui succède à sa mort à Hastings en 1827, à l'âge de 70 ans. Le comte et sa deuxième épouse sont tous deux enterrés à Breedon on the Hill. Il laisse les domaines familiaux à Ragdale et Ratcliffe sur le Wreake, Leicestershire, qui sont venus de la famille Basset, à sa petite-fille Caroline, plus tard la duchesse Sforza Cesarini.